# Pseudoparis
Pseudoparis H.Perrier – rodzaj roślin z rodziny komelinowatych. Obejmuje trzy gatunki występujące endemicznie na Madagaskarze.

## Morfologia
PokrójWieloletnie rośliny zielne.
KorzenieBulwiaste.
LiścieUlistnienie skrętoległe. Blaszki liściowe ogonkowe lub niemal ogonkowe.
KwiatyZebrane w tyrs, wyrastający z kątów  liści oraz wierzchołkowo na pędzie. Listki zewnętrznego okółka okwiatu niemal równej wielkości. Listki wewnętrznego okółka niemal równiej wielkości, wolne. Trzy prątniczki w dolnej części okwiatu, o nagich nitkach i 2–3–klapowanych główkach. Jeden pręcik w górnej części okwiatu, o nagiej nitce. Zalążnia trójkomorowa, z 4–8 zalążkami w każdej komorze.
OwoceTrójkomorowe torebki, zawierające od 1 do 6 nasion w każdej komorze.

## Systematyka
Pozycja systematycznaRodzaj z plemienia Commelineae podrodziny Commelinoideae w rodzinie komelinowatych (Commelinaceae). Prawdopodobnie powinien być zaliczony do podplemienia Murdanniinae.
Wykaz gatunków
- Pseudoparis cauliflora H.Perrier
- Pseudoparis monandra H.Perrier
- Pseudoparis tenera (Baker) Faden